# Троицкий (Славянский район)
Троицкий — хутор в Славянском районе Краснодарского края.
Входит в состав Маевского сельского поселения.

## Социальная сфера
Магазин смешаных товаров
Фельдшерско-акушерский пункт
Спортивная площадка

## География

### Улицы
- ул. Весёлая,
- ул. Казачья,
- ул. Колхозная,
- ул. Набережная,
- ул. Тихая.

## Население
| 2002 | 2010 |
| ---- | ---- |
| 254  | ↗268 |